# Carole Tredille
Pour les articles homonymes, voir Tennessy.
 (mars 2011).
Carole Tredille, dite Carole Tenessy ou simplement Tenessy, est une ancienne mannequin française, Miss France 1985 du comité Stars International, devenue ensuite actrice pornographique.

## Biographie
Le 27 décembre 1984, Carole Tredille est Miss Savoie, lors de l'élection Miss France 1985 organisée par le comité Stars International (un comité concurrent de celui de Geneviève de Fontenay). Elle remporte le titre de deuxième dauphine et Isabelle Chaudieu celui de Miss France 1985.
En février 1985, Isabelle Chaudieu, Miss France 1985, est destituée de son titre après avoir posé nue pour le magazine Lui. C'est la seconde fois dans l'histoire des Miss France qu'une candidate a posé nue dans un magazine, mais la première fois dans un magazine érotique. Carole Tredille prend alors la relève et devient la nouvelle Miss France 1985. 
En 1990, elle se fait remarquer par une reconversion inattendue dans le cinéma pornographique. Elle prend comme nom de scène Tenessy et les génériques de certains de ses films accompagnent son nom de la mention « Ancienne Miss France ». Elle tourne beaucoup avec le réalisateur Michel Ricaud. 
En mai 1992, elle est récompensée du prix de la meilleure actrice X française pour le film Les Putes de l'autoroute, lors de la première cérémonie des Hot d'or, à Cannes. Elle met fin à sa carrière X, peu après avoir tourné La Star déchue, un film à caractère sado-masochiste réalisé par Michel Ricaud.

## Distinctions
- 1984 : Miss Savoie 1984.
- 1985 : première dauphine lors de l'élection Miss France 1985 organisée par le Comité Stars International.
- Février 1985 : Miss France bis 1985 après la destitution de sa consœur Isabelle Chaudieu.
- 1992 : Hot d'or de la meilleure actrice X française lors de la première cérémonie des Hot d'or à Cannes.

## Filmographie sélective
- 1994 : Les "Best of" Marc Dorcel 2
- 1993 : Sesso in discoteca de  Davide Coralli
- 1991 : Couples infidèles de Michel Ricaud
- 1991 : Passioni de Mario Salieri
- 1991 : Prick Power : Anal Delights de Moli : Carol
- 1991 : Rêves de cuir de Francis Leroi avec Zara Whites : Sophie
- 1991 : Allo fantasmes ici docteur! (Dangerous Fantasies) de Michel Ricaud
- 1991 : Les Putes de l'autoroute de Michel Ricaud
- 1991 : Hohmann - Black Hammer 2 (Le Marteau-pilon anal) 1991 de Pierre B. Reinhard
- Napoli-Parigi, linea rovente, 1, 2, 11, 20 (Sarah and Friends 11 & 20) de Mario Salieri
- Sarah Young Directors Cut Special Edition 10 de Mario Salieri
- Les Misérables ou Born For Porn de Gabriel Pontello avec Fatima Choplin
- Intimité violée par une femme n° 8 de Laetitia
- Bizarre Dreams de Gustav Gum
- Délices sur canapé de Denis Caroll
- Au plaisir de femmes (Profumo di donne) de Denis Caroll
- 1991 : La Protégée de Lola de Michel Ricaud
- 1990 : Concepts Italien 1 & 2 (Addicted to Love 1 & 2) de Mario Salieri